# Viöl
Viöl település Németországban, Schleswig-Holstein tartományban. Lakosainak száma 2261 fő (2023. december 31.).

## Népesség
A település népességének változása:
| Lakosok száma | 898  | 2244 | 2224 | 2243 | 2225 | 2261 |
|               | 1975 | 2017 | 2019 | 2021 | 2022 | 2023 |